# Charlotte Court House
Charlotte Court House is een plaats (town) in de Amerikaanse staat Virginia, en valt bestuurlijk gezien onder Charlotte County.

## Demografie
Bij de volkstelling in 2000 werd het aantal inwoners vastgesteld op 404.
In 2006 is het aantal inwoners door het United States Census Bureau geschat op 447, een stijging van 43 (10,6%).

## Geografie
Volgens het United States Census Bureau beslaat de plaats een oppervlakte van
10,3 km², geheel bestaande uit land. Charlotte Court House ligt op ongeveer 167 m boven zeeniveau.

## Plaatsen in de nabije omgeving
De onderstaande figuur toont nabijgelegen plaatsen in een straal van 28 km rond Charlotte Court House.